# Saints-Martyrs-Canadiens
Saints-Martyrs-Canadiens är en kommun av typen socken (municipalité de paroisse) i provinsen Québec i Kanada. Den ligger i regionen Centre-du-Québec, i den sydöstra delen av landet, 300 km öster om huvudstaden Ottawa. Antalet invånare var 277 vid folkräkningen 2021. Landarean är 111 kvadratkilometer.